# Брянський тролейбус
Брянський тролейбус — діюча тролейбусна система у місті Брянськ, Росія. Функціонує з 5 грудня 1960 року. Станом на 2017 рік налічується 10 постійних маршрутів, а також 17 додаткових. На балансі перебуває 111тролейбусів. У місті функціонує 1 тролейбусних депо. Перевезення здійснує МУП «Брянське тролейбусне управління»

## Історія
Тролейбусну мережу у Брянську почали будувати ще з 1957 року: у цьому ж році розпочалося будівництво першого тролейбусного депо, тягової підстанції, почалися роботи по монтажу контактної мережі. Керівником назначено Олександра Сидорова, а головним інженером назначено Юлія Пупко. Мережа почала діяти з 5 грудня 1960 року, до того часу близько 30 людей пройшли курси водіння тролейбусом. 
6 листопада 1960 року було закінчене будівництво моста через річку Десну, а перший маршрут прокладено від тролейбусного депо до залізничного вокзалу Брянськ-1. Прибули перші машини МТБ-82Д з неавтоматичною РКСУ, двигуном ДК-202Б і дюралюмінієвим кузовом. Першого водія, який керував машиною на пробному рейсі звали Михайло Бортульов.
5 грудня 1960 року почався регулярних рух тролейбусів у місті. Хоча тоді було усього 5 машин МТБ-82Д, до нового 1961 року було перевезено 282 тисячі пасажирів. У 1961 році відкрито 2 маршрут: від м'ясокомбінату до того ж вокзалу. Через рік, з'явився маршрут № 3, що сполучав Совєтський і Бежицький райони. Також у 1960-х роках з'явився тролейбус ЗіУ-5Д, РКСУ з дюралюмінієвим кузовом. 
У 1972 році збудовано тролейбусне депо № 2, розраховане на 100 тролейбусів (депо №  1 — розраховано на утримання 50 одиниць рухомого складу). 
У 1977 році проводилася реконструкція тролейбусного депо № 1, внаслідок чого воно змогло також утримувати сотню машин. З'явилися тролейбуси ЗіУ-682 та їх модифікації, що і донині працюють у місті.
До 1981 року збудовано ще сім тягових підстанцій, а тролейбусний парк налічував вже 185 машин.
У 2000-них роках до міста закупляються нові одиниці рухомого складу — усі російського виробництва, почалося і списання старих тролейбусів, що відпрацювали свій ресурс. 
У 2007 році прийшов перший повністю низькопідлоговий тролейбус Тролза 5265 «Мегаполіс» виробництва Енгельського заводу «Тролза», згодом надійшов ще один.
Тролейбус користується великим успіхом у місті — станом на 2008 рік саме на тролейбус припало близько 60 % перевезень пасажирів у місті Брянськ. Через кризу у 2009 році призвела до скорочення часу роботи тролейбусів, а також боргам за електроенергію. Однак у цьому ж році закупляються нові вітчизняні тролейбуси, відбувається капітально-відновний ремонт машин.
20 вересня 2011 року в депо № 1 надійшов перший тролейбус моделі МТРЗ-5279, який раніше працював в Новоросійську, попередньо тролейбус пройшов капітальний ремонт на МТРЗ, а 2 грудня 2011 року надійшов вже третій низькопідлоговий тролейбус Тролза 5265 «Мегаполіс».
3 серпня 2012 року в депо № 2 поступило 2 нових тролейбуса ВМЗ-5298.
З 1 жовтня 2012 року маршрут № 13 «Вул. Горбатова — Набережна» подовжений до к/ст «Бульвар Щорса».
З 1 листопада 2012 року вартість проїзду в тролейбусах становить 11 рублів, а з 1 березня 2013 року — 12 рублів.
У січні 2016 року в МУП «Брянське тролейбусне управління» було заявлено про масштабну оптимізацію, яка повинна розпочатися найближчим часом. Така необхідність виникла через вкрай важке фінансове становище підприємства. 
З 1 лютого 2016 року розпочалася «консервація» Бежицького тролейбусного депо, тролейбуси поступово переводилися в депо ім. Сидорова. 
З 1 березня 2016 року закрилися маршрути № 10 і № 10к і подовжений маршрут № 3 до к/ст «Вул. Горбатова», збільшився випуск на маршрутах № 3 і № 12 за рахунок маршруту № 10.
5 березня 2016 року закриваються тролейбусні маршрути № 10 «Бежицький ринок — Юридичний факультет БГУ» і № 10к «Бежицький ринок — Центральний ринок». Маршрут № 3 «Стальзавод — Центральний ринок» подовжується до к/ст «Вулиця Горбатова». Маршрут № 13к «Центральний ринок — вулиця Горбатова» перейменований в № 15. Маршрут № 14с «Центральний ринок — Курган Безсмертя — 10-й мікрорайон» перейменований в маршрут № 5. 
2 квітня 2016 року Бежицьке тролейбусне депо законсервовано. Весь випуск здійснюється з одного майданчика — тролейбусного депо № 1 імені А. В. Сидорова.
15 квітня 2016 року тролейбуси маршрутів № 6 і № 13 при проходженні від к/ст «Бульвар Щорса» у напрямку к/ст «Вулиця Горбатова» або в депо роблять заїзд на к/ст «Залізничний  вокзал Брянськ-1». 
З 1 серпня 2016 року тролейбусний маршрут № 1 подовжено до к/ст «Бульвар Щорса» із заїздом на залізничний  вокзал Брянськ-1 в обох напрямках руху. Маршрут № 6 також заїжджає залізничний  вокзал Брянськ-1 в обох напрямках руху. Маршрути № 13 «Бульвар Щорса — Драмтеатр — вул. Горбатова» і № 15 «Центральний ринок — Драмтеатр — вул.Горбатова» скасовані, запущений маршрут № 13 «Набережна — Драмтеатр — вул.Горбатова».
З 1 листопада 2016 року вартість проїзду становить 16 рублів на підставі постанови голови Брянської міської адміністрації № 3653-п від 19 жовтня 2016 «Про внесення зміни до постанови Брянської міської адміністрації від 23 вересня 2015 № 2939-п« Про тарифи на проїзд в муніципальному пасажирському транспорті».

## Тролейбусні депо
З 2 квітня 2016 року у Брянську залишилося одне тролейбусне депо.
- Тролейбусне депо № 1

Назва — Депо імені Сидорова
Відкрите — 3 грудня 1960 (реконстрйоване у 1977)
Може утримувати — близько 100 тролейбусів
Начальник — Сенічкін Сергій Анатолійович.
Паркова нумерація — 1XXX
Адреса — Брянськ, проспект Станке Димітрова, 5
- Тролейбусне депо № 2 (закрито)

Назва — Бежицьке тролейбусне депо
Відкрите — лютий 1972
Законсервоване — з 2 квітня 2016
Може утримувати — близько 100 тролейбусів
Паркова нумерація — 2XXX
Адреса — Брянськ, вулиця Вокзальна, 118.

## Маршрути

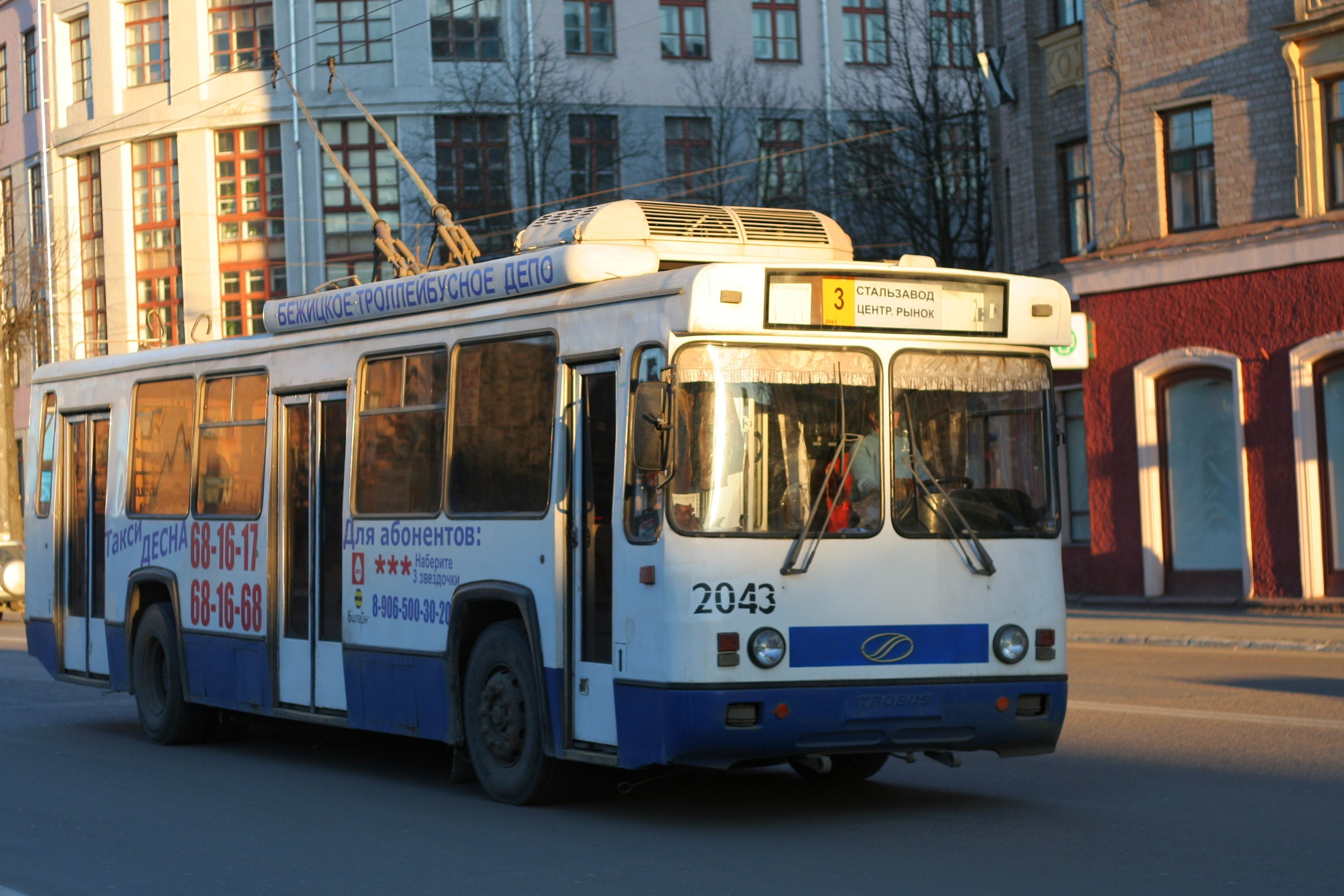
БТЗ-5276.04 (РКСУ) на маршруті № 3

У місті наразі діють 10 постійних маршрутів і ще кілька додаткових.
| Перелік тролейбусних маршрутів (2021)          | Перелік тролейбусних маршрутів (2021) | Перелік тролейбусних маршрутів (2021)                                                                           | Перелік тролейбусних маршрутів (2021) |
| №                                              | Початковий пункт                      | Кінцевий пункт                                                                                                  | Примітки |
| ---------------------------------------------- | ------------------------------------- | --- | --- |
| 1                                              | Бульвар Щорса                         | Телецентр | З 1 серпня 2016 року подовжений від к/с «Телецентр» до к/с «Бульвар Щорса» із заїздом на залізничний вокзал Брянськ-1 в обох напрямках      |
| 2                                              | М'ясокомбінат                         | Набережна | |
| 3                                              | Вулиця Горбатова                      | Стальзавод | |
| 4                                              | Телецентр                             | Юридичний факультет Брянського державного університету (БДУ)                                                    | |
| 5                                              | Центральний ринок                     | 10-й мікрорайон                                                                                                 | Через «Курган Безсмертя», по будням в ранковий час пік                                                                                      |
| 6                                              | Бульвар Щорса                         | 10-й мікрорайон                                                                                                 | Із заїздом на залізничний вокзал Брянськ-1 в обох напрямках. З 5 квітня 2021 року подовжено маршрут від вул. Горбатого до 10-го мікрорайону |
| 9                                              | Дружба                                | 10-й мікрорайон                                                                                                 | По будням протягом дня |
| 9Д                                             | Камвольний комбінат                   | 10-й мікрорайон                                                                                                 | По будням у вічірній час і у вихідні дні |
| 10                                             | Бежицький ринок                       | Курган Безсмертя                                                                                                | Скасований |
| 11                                             | Камвольний комбінат                   | Камвольний комбінат                                                                                             | Кільцевий, через лікарню № 1, школу мистецтв ім. Т. П. Ніколаєвої                                                                           |
| 12                                             | Телецентр                             | Камвольний комбінат                                                                                             | Працює до 22:30 |
| 13                                             | Вулиця Горбатова                      | Набережна | До 31 липня 2016 року курсував по маршруту «Бульвар Щорса — Драмтеатр — вул. Горбатова»                                                     |
| 14                                             | Центральний ринок                     | 10-й мікрорайон                                                                                                 | Через сквер Комсомольський, працює по будням в ранковий час пік                                                                             |
| 15                                             | Вулиця Горбатова                      | Центральний ринок, до 31 липня 2016 року курсував за маршрутом «Центральний ринок — Драмтеатр — вул. Горбатова» | Кільцевий |
| Спец                                           | Камвольний комбінат                   | Депо | Через Бежицький ринок, «Курган Безсмертя» і автовокзал, заїзд в депо тролейбусів маршруту № 11                                              |
| Маршрути, що працюють щоденно у визначений час |                                       | | |
| 8                                              | Центральний ринок                     | М'ясокомбіна | |
| 13К                                            | Центральний ринок                     | Вулиця Горбатова                                                                                                | |
| Додаткові маршрути                             |                                       | | |
| 4Д                                             | Телецентр                             | Юридичний факультет БГУ                                                                                         | Через Курган Безсмертя |
| 10К                                            | Бежицький ринок                       | Центральний ринок                                                                                               | |
| 12К                                            | Телецентр                             | Дружба | |
| Працюють у будні дні у визначені години        |                                       | | |
| 14                                             | Центральний ринок                     | 10-й мікрорайон                                                                                                 | Через провулок Пілотів |
| 14С                                            | Центральний ринок                     | 10-й мікрорайон                                                                                                 | Через Курган Безсмертя |
| Спецперевезення                                |                                       | | |
| 3Д                                             | Центральний ринок                     | Дружба | Через Стальзавод |
| 4К                                             | Телецентр                             | Центральний ринок                                                                                               | |
| 15                                             | Вулиця Горбатова                      | Вулиця Горбатова                                                                                                | Через Центральний ринок |
| 70                                             | Дружба                                | Курган Безсмертя                                                                                                | Через вулицю XXII з'їзу КПРС |
| Б/н                                            | Телецентр                             | М'ясокомбінат                                                                                                   | Через площу Партизан |
| Б/н                                            | М'ясокомбінат                         | Юридичний факультет БГУ                                                                                         | Через площу Леніна |
| Б/н                                            | Бульвар Щорса                         | Юридичний факультет БГУ                                                                                         | Через площу Леніна |

## Рухомий склад

### Пасажирські тролейбуси
Станом на 2009 рік на балансі двох тролейбусних депо перебувало разом 178 тролейбусів — 106 у першому і 72 у другому. Окрім пасажирських, у двох депо перебуває 4 службових тролейбуси: 3 КТГ-2 і 1 КТГ-1, з яких 2 діючі і два списано.
- ЗіУ-682 (1972—)[2] (-В, -Г, ГОА, ЗіУ-682-ВЗСМ, ЗіУ-682-КР Іваново, ЗіУ-682Г-016), РКСУ — складають більшість тролейбусного парку (більше 100 одиниць);
- АКСМ 101 (1994—2003), РКСУ — майже копія ЗіУ-682, тільки з двигуном ДК-213 (останній списаний в травні 2011 року).
- ВЗТМ-5290.02 (2007—2008), РКСУ[3] — випускався у кількості бл.10 екземплярів на Волгоградському транспортному машинобуднівному заводі до його закриття.
- ВМЗ-5298.00, РКСУ — тролейбус виробництва «Транс-Альфа».
- БТЗ-5276.04 (2002—), РКСУ — збираються на Башкірському тролейбусному заводі (БТЗ)
- БТЗ-52761Р (200?—), РКСУ — збираються на Башкірському тролейбусному заводі (БТЗ)
- БТЗ-52761Т (200?—), РКСУ — збираються на Башкірському тролейбусному заводі (БТЗ)
- Тролза 5265 «Мегаполіс» (2006—), РКСУ/IGBT-ТРСУ — низькопідлоговий тролейбус заводу Тролза.

Перша Тролза 5265 «Мегаполіс» надійшла у місто 5 червня 2007 року. Зараз працює під номером 1001. Через рік, 21 червня 2008 року у місто прийшла ще одна машина після випробувань у Санкт-Петербургу. Цей тролейбус є повністю низькопідлоговим та може обладнуватися підйомною аппареллю для в'їзду пасажирів-інвалідів. Однак, у нього є і недоліки, наприклад невдале планування салону, і чимало місця не може бути використаним. Зараз працює під номером 1100.

### Службові тролейбуси

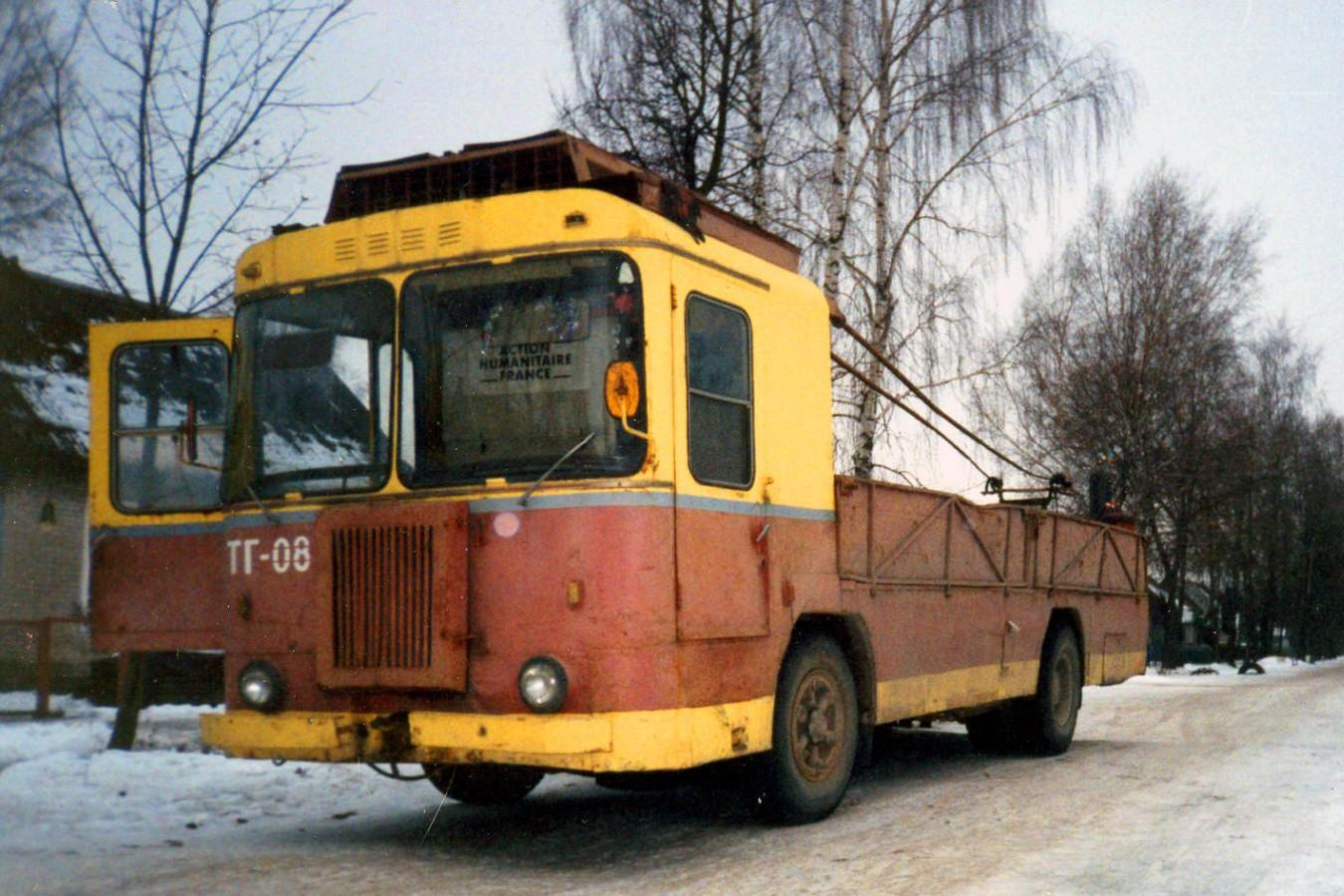
КТГ-2 ТГ-08

- КТГ-1 — тролейбус технічної допомоги. Оснащується двигуном внутрішнього згоряння (останній списаний у травні 2013 року).
- КТГ-2 — вантажно-технічний тролейбус, з відкритми кузовом. Оснащується 4-тактним карбюраторним двигуном ЗІЛ-157 (списаний у липні 2009 року).
- ЗіУ-682Г-012 — навчальні тролейбуси (№№ 1008 і 1049), до 2009 року навчальним був також ЗіУ-682В № 1078 (списаний у 2009).
- ЗіУ-682В-012 [В0А] — навчальний тролейбус (№ 1049), списаний у травні 2011.

Станом на 1 серпня 2017 року на балансі підприємства перебуває 111 тролейбусів.